# Bremer Tabak-Collegium
Das Bremer Tabak-Collegium ist eine in den 1950er Jahren von Bremer Kaufleuten begründete Gesprächsrunde zu Themen der Zeitgeschichte mit Vertretern aus Wirtschaft, Politik, Wissenschaft und Kultur.

## Historisches zum Tabakskollegium
Historisch wird in Deutschland ein Tabakskollegium meist mit dem entsprechenden Kollegium unter dem preußischen König Friedrich Wilhelm I. in Verbindung gebracht. Sie haben ihren Ursprung in den Niederlanden und gehörten seit dem 17. Jahrhundert zu den höfischen Gewohnheiten. Das Rauchen war zwar Pflicht, man konnte sich aber davon freikaufen. Gespräche über Handel, Politik, Religion, Philosophie oder andere Themen gehörten immer dazu.

## Das  Bremer Tabak-Collegium
Das Bremer Tabak-Collegium wurde zu Beginn der 1950er Jahre von bremischen Kaufleuten als freie Gesprächsrunde gegründet. Man wollte Persönlichkeiten des öffentlichen Lebens einladen, um sich miteinander im liberalen Geist über aktuelle Themen auszutauschen.
Ein Motto lautet dabei: „To blow a pipe sociably“.
Die Collegien finden dreimal im Jahr an stets wechselnden Orten in Deutschland aber auch in EU-Staaten statt. Nur das Jahresschluss-Collegium findet jedes Jahr im Bremer Rathaus statt. Die Collegien dienen der Pflege der Beziehungen Bremens.
Förderung erhielt früher das Collegium durch die Tabakfirma Martin Brinkmann. Heute besteht ein  Förderkreis, der nach hanseatischer Tradition unbenannt bleibt. Es gibt weder Statuten noch Ämter, aber ein "Kleines Gremium" mit circa zehn Persönlichkeiten.

### Ablauf des Festmahls
Zum Bremer Tabak-Collegium gehört es, dass auf kleinen Tischchen lange holländische Tonpfeifen bereitliegen, die während der Kollegiumsrunde von den Gästen angezündet werden. „Das umständliche Anzünden der ersten Pfeife bei der Zusammenkunft soll die Stimmung anregen, beeinflussen, die Empfindung der Gemeinsamkeit steigern, in der dann vorbedacht oder spontan das Gespräch beginnen kann“ heißt es in einer Selbstdarstellung. Festliche Kleidung (Smoking) gehört zur Etikette.
Das den Reden vorangehende Essen war stets bescheiden: „Man tafelte herzhaft nach bremischer Art mit schwarzem, derben Brot und Fisch, Katenschinken und hausgemachter Wurst, dazu gab es Bier und Korn“ heißt es. Heute wird dazu auch ein Bordeaux-Wein getrunken.
Begrüßungsrede, Gastrede und dazwischen sowie danach gehören anregende Gespräche zum Ablauf des Collegiums.
Beliebt war beim Collegium auch der Löffeltrunk – eine ostfriesische Tradition – bei dem klarer Schnaps aus Zinnlöffeln gereicht wird und Gastgeber und Gast Willkommensprüche in Wechselrede austauschen:
„Ik seh di / Dat freut mi / Ik drink di to / dat do – Proost – Ik heff di 'tosapen / hest den Rechten drapen.“

### Teilnehmer
Das Collegium ist eine Gesprächsrunde, die sich der Pflege bremischer Tradition und Kultur verpflichtet fühlt. Es gibt keinen festen Teilnehmerkreis. Über die einzuladenden circa 150 bis 180 Gäste aus Bremen, aus der Seefahrt und aus anderen Kreisen und Regionen entscheidet jährlich das "Kleine Gremium".

### Einige Veranstaltungsorte
Die Collegien fanden zunächst im Club zu Bremen statt, dann auch im Bremer Ratskeller und im Focke-Museum. Anfang der 1970er Jahre fanden die Collegien nicht mehr nur in Bremen statt, sondern – für Bremen werbend – an anderen bedeutsamen Stätten, wie 1995 im Warschauer Königsschloss, 2000 in der DG-Bank am Pariser Platz in Berlin, 2001 auf Schloss Rundāle in Lettland und im Augsburger Rathaus, 2005 in der Marineschule Mürwik in Flensburg-Mürwik, 2009 im Schwarzhäupterhaus in Riga, 2010 auf Schloss Langenburg, 2011 in der Bayerischen Staatsbibliothek in München, 2019 auf Schloss Herrenchiemsee, 2023 im Palazzo della Cancelleria in Rom und 2024 in der Martinikirche in Groningen.